# Гальяццо, Марко
Ма́рко Галья́ццо (итал. Marco Galiazzo; род. 7 мая 1983, Падуя, Венеция) — итальянский стрелок из лука. Двукратный олимпийский чемпион (2004, 2012). Серебряный призёр Игр 2008 года.

## Спортивная биография
Заниматься стрельбой из лука Марко Гальяццо начал в 1996 году, а уже спустя 2 года он стал привлекаться в молодёжные сборные Италии. На взрослом уровне первый успех к Гальяццо пришёл в 2003 году, когда он в составе сборной Италии завоевал бронзу мирового первенства. В 2004 году Марко дебютировал на летних Олимпийских играх. В индивидуальном первенстве Марко сенсационно дошёл до финала, где встретился с опытным японцем Хироси Ямамото. В упорном поединке 21-летний Гальяццо победил японца 111:109 и стал олимпийским чемпионом. Гальяццо стал первым в истории Италии олимпийским чемпионом в стрельбе из лука. В командном первенстве Гальяццо в составе сборной Италии дошёл до четвертьфинала, где уступил сборной США 240:243.
В 2008 году Гальяццо на летних Олимпийских играх в Пекине в статусе действующего олимпийского чемпиона в индивидуальном первенстве смог дойти только до 1/16 финала, где уступил британскому спортсмену Алану Уиллсу. В командном турнире сборная Италии дошла до финала, где встречалась с главными фаворитами олимпийского турнира сборной Южной Кореи. В упорной борьбе итальянцы уступили южнокорейским спортсменам 225:227 и стали серебряными призёрами игр.
В 2012 году Гальяццо принял участие в своих третьих Олимпийских играх. В индивидуальном первенстве Франджилли уже в первом раунде уступил мексиканцу Хуану Рене Серрано. В командном первенстве сборная Италии с Гальяццо в составе в квалификации показала лишь 6-й результат, но уверенная стрельба в плей-офф позволила итальянцам дойти до финала, где их соперниками стала сборная США. В напряжённой борьбе итальянцы всего на одно очко смогли опередить американскую команду, что позволило сборной Италии впервые в истории выиграть олимпийские командные соревнования лучников, а Гальяццо стать двукратным олимпийским чемпионом.

## Государственные награды
- Командор ордена «За заслуги перед Итальянской Республикой» — 27 сентября 2004 года